# Anny-Charlotte Verney
Pour les articles homonymes, voir Verney.
Anny Charlotte Verney (dite Anny-Charlotte, ou La Reine de l'endurance) est une pilote de course automobile française, tant en endurance sur circuits qu'en rallyes, née le 17 mai 1943 au Mans.
Elle est née dans une famille célèbre dans le sport automobile français puisque son grand-père, Louis Verney, est l'un des cofondateurs des 24 Heures du Mans, et son père a été vice-président de l'Automobile Club de l'Ouest (ACO) organisateur des 24 Heures du Mans. Le fils du constructeur automobile manceau Amédée Bollée fils, Pierre Bollée était marié avec Colette Verney, une tante d'Anny-Charlotte. La famille Verney fut par ailleurs à la tête d'une entreprise de transports et d'une usine de fabrication d'autobus au Mans.

## Biographie

### Débuts en rallye
Anny-Charlotte Verney débute en sport automobile en 1972 avec la coupe Citroën MEP (monoplace), et remporte la même année le Rallye Jeanne d'Arc comme copilote de Raymond Touroul sur Porsche 904. Elle poursuit en 1973 avec une année pleine en rallyes au sein de l'équipe Aseptogyl : elle termine première du classement féminin (championne de France), et 9e du classement mixte. En cette même année, elle remporte également le rallye Paris - Saint-Raphaël.

### Carrière en endurance
Anny Charlotte Verney a participé dix fois aux 24 Heures du Mans (record à date de fin 2006), et elle a été classée à huit reprises. En 1974, elle y fait ses débuts sur une Porsche Carrera RSR. Elle se classe 13e au général, 8e à l'indice énergétique, 7e en Grand Tourisme et 1er équipage féminin. La même année, elle termine 14e du Tour de France automobile sur Porsche Carrera 3,0 litres (4e du groupe 4) avant de gagner la Critérium de l'Automobile Club de l'Ouest. Enfin, elle termine 3e aux 1 000 km du Paul Ricard sur une Chevron. 
En 1975, elle s'engage pour la seconde fois aux 24 Heures du Mans sur une Porsche Carrera 3,0 litres (groupe 3). Elle termine 11e au général, 2e en Grand Tourisme et gagne la Coupe des Dames. Dans la foulée, elle gagne les 100 tours de Magny-Cours au classement général et en Groupe 3. Elle participe ensuite à la Coupe de l'USA à Montlhéry. Au Tour de France automobile, elle termine 3e en Groupe 3 avant de terminer 8e au Tour d'Italie (5e en GT et 1re au classement féminin).
Elle termine l'année 1975 championne de France des circuits.
En 1976, Anny-Charlotte Verney est pilote officielle Ford (écurie British Petroleum) sur une Escort RS 2000. Engagée dans différentes courses, elle participe aux 6 heures de Dakar sur Porsche 2,7 litres. Elle se classe seconde au scratch et gagne le Groupe 3. Elle abandonne au Rallye du Maroc avant de participer au Rallye des 1000 lacs en Finlande (coéquipière de Gérard Sainpy et de Guy Chasseuil). Pour sa troisième participation aux 24 heures du Mans, elle court sur une Porsche 934 turbo et finit 11e au classement général (5e en Groupe 5). Elle abandonne au Tour de France automobile alors qu'elle roule sur une Lancia Beta d'usine.
En 1977, elle est pilote officielle chez BP. Elle court aux 24 Heures du Mans sur une Porsche Carrera 3,0 litres Groupe 5. Elle se classe 2e de la catégorie GTS (15e au général). Au Tour de France automobile, elle termine 4e au scratch avec pour copilote Denise Emmanuelli, sur Porsche Carrera, et 3e au classement GT. Intégrée à l'écurie officielle BP Ford, elle termine 7e au Grand Prix de la ville de Nevers et également 7e au Grand Prix de la ville de Dijon sur Ford Capri 3,0 litres.
Elle termine l'année 1977 championne de France des circuits.
En 1978, toujours pilote officielle de l'écurie BP, elle réalise un grand chelem au championnat de France en terminant première au classement général à Magny-Cours, Albi, La Chatre et Nogaro sur Porsche Carrera 3,0 litres Groupe 4. Aux 1 000 km de Dijon comptant pour le championnat du monde des marques, Anny-Charlotte Verney se classe 6e en GT. Aux 24 Heures du Mans elle termine 1re en GT, 6e au classement au rendement énergétique et 12e au classement général. Dans la foulée, elle gagne les 1 000 km de Magny-Cours.
Elle termine l'année 1978 championne de France des circuits sur Ford RS 2000 et championne de France des voitures de production classe 2,0 litres.
En 1979, elle termine 1re aux 24 heures du Paul Ricard et à Magny-Cours sur Ford RS 2000 (championnat de France des voitures de production). Elle est une nouvelle fois sacrée championne de France des voitures de production. Toujours pilote officielle BP, elle termine 3e de la classe GT aux 24 Heures du Mans sur une Porsche Turbo 934 malgré des problèmes de boîte de vitesses (19e au classement général). Aux 100 tours de Magny-Cours elle se classe 2e au classement scratch.
Poursuivant au sein de l'écurie BP en 1980, elle s'engage aux 24 Heures de Daytona et termine 9e au scratch sur une Porsche 935 bi-turbo (715 ch). Aux 24 Heures du Mans, une sortie de route à 4 heures du matin lors du premier relais de son coéquipier l'acteur Jean-Louis Trintignant (second équipier : Xavier Lapeyre) ternira le résultat de la Porsche bi-turbo qui était à ce moment-là classée 5e. Cette même année, elle remporte la Coupe des Dames du championnat de France des voitures de production sur une Ford Escort (12e au classement mixte).
En 1981, Anny-Charlotte Verney termine 6e aux 24 Heures du Mans sur une Porsche 935 bi-turbo (730 ch) avec Cook et Garretson (2e  en catégorie IMSA/GTX). Elle est pilote officielle Peugeot dans le championnat de France des voitures de production.
En 1982, aux 24 heures du Mans, elle court sur une Porsche 935 K/3 T qu'elle partage avec Garretson et Ratcliff. L'équipage se classe 11e au classement général et 5e en IGTX. Elle gagne par ailleurs la Coupe des Dames du championnat de France des voitures de production sur une Peugeot. Elle participe aussi au Rallye Paris-Dakar sur Peugeot 504 Dangel avec Mark Thatcher, fils de Margaret Thatcher. Avec l'un de leurs mécaniciens, Jacky Garnier, ils se perdent alors durant cinq jours dans le Sahara. Un avion Hercules C-130 les repère in extremis, à 50 kilomètres de l'itinéraire officiel. Une rupture de pont arrière les forcera à l'abandon. Elle participera régulièrement à cette épreuve spécifique jusqu'en 1992, date de sa retraite sportive.
En 1983, Anny-Charlotte Verney participe aux 24 heures du Mans sur une Rondeau Ford M 379 C en compagnie de Elford et Gouhier. Un problème de soupape à la 10e heure forcera l'abandon. Elle est cependant de nouveau sacrée championne de France de voitures de production sur une BMW 635.
En 1984, elle participe à nouveau au championnat de France des voitures de production sur Alfa Romeo 2,0 litres et remporte la Coupe des Dames. Elle se classe 16e au classement général.
En 1985, elle fait son retour dans les dunes avec le Paris-Dakar dont elle est la première concurrente féminine au volant d'un Mercedes 4x4. Elle est 25e au classement général.

### Rallyes-raids
1986 est pour elle l'année des rallye-raids. Pilote officielle Toyota elle participe au Paris-Dakar (1re féminine, 1re au marathon diesel et 20e au classement général) et au rallye des Pharaons (1re féminine, 3e au classement général). 
Le partenariat avec Toyota se poursuit en 1987 avant qu'elle participe au sein de l'écurie officielle Mitshubishi au Rallye de L'Atlas et termine à nouveau 1re féminine (2e du Groupe 4 et 8e au classement général) avant de remporter ce même Groupe 4 à la Baja 1 000 km, toujours sur Mitshubishi (12e au classement général).
En 1988, elle abandonne lors du Paris-Dakar à cause d'un problème moteur affectant son proto Mitshubishi avant d'abandonner aussi au Rallye de L'Atlas sur Nissan Terrano du team officiel (suspension avant cassée). Elle poursuit avec Nissan à la Baja 1 000 km où elle gagne le classement marathon du prologue avant de terminer seconde au classement général marathon. Elle remporte le classement féminin du rallye des Pharaons dans le foulée (2e au classement marathon et 8e au classement général).
En 1989, 1990 et 1991, elle poursuit sa collaboration avec Nissan en rallye-raid. En 1990, elle termine 2e des 24 heures de Spa sur une Skyline GTR du team Nissan Japan.
En 1992, Anny-Charlotte Verney met un terme définitif à sa carrière sportive.

## Palmarès
- 3 fois championne de France des circuits
- 3 fois championne de France des voitures de production
- 2 fois vice-championne de France des voitures de production
- Championne de France des voitures de production en 1979, sur Ford Escort RS 2000
- 10 participations aux 24 Heures du Mans (record de participation féminine)
- 10 participations au Paris-Dakar

## Participations aux 24 Heures du Mans
| Année | Écurie                   | Voiture                 | Équipier                                              | Équipier               | Équipier     | Classement | Cause               |
| ----- | ------------------------ | ----------------------- | ----------------------------------------------------- | ---------------------- | ------------ | ---------- | ------------------- |
| 1974  | Pierre Mauroy            | Porsche 911 Carrera RSR | Pierre Mauroy                                         | Martine Renier         |              | 13e        |                     |
| 1975  | Anne-Charlotte Verney    | Porsche 911 Carrera RS  | Yvette Fontaine                                       | Corinne Tarnaud        |              | 11e        |                     |
| 1976  | Louis Meznarie           | Porsche 934             | Helmut Kirschoffer                                    | Hubert Striebig        |              | 11e        |                     |
| 1977  | BP Racing                | Porsche 911 Carrera RSR | René Metge                                            | Hubert Striebig        | Dany Snobeck | 18e        |                     |
| 1978  | BP Racing                | Porsche 911 Carrera RSR | Xavier Lapeyre                                        | François Servanin      |              | 12e        |                     |
| 1979  | BP Racing                | Porsche 934             | René Metge (vainqueur du Paris-Dakar 2 ans plus tard) | Patrick Bardinon       |              | 19e        |                     |
| 1980  | Malardeau Kremer Racing  | Porsche 935 K3          | Xavier Lapeyre                                        | Jean-Louis Trintignant |              | Abandon    | Alimentation moteur |
| 1981  | Cooke-Woods Racing       | Porsche 935 K3          | Bob Garretson                                         | Ralph Kent-Cooke       |              | 6e         |                     |
| 1982  | Garretson Developments   | Porsche 935 K3          | Bob Garretson                                         | Ray Ratcliff           |              | 11e        |                     |
| 1983  | Jean Rondeau Ford France | Rondeau M379            | Vic Elford                                            | Joël Gouhier           |              | Abandon    | Suspensions         |

Source